# Wulkuraka
Wulkuraka är en del av en befolkad plats i Australien. Den ligger i kommunen Ipswich och delstaten Queensland, omkring 35 kilometer sydväst om delstatshuvudstaden Brisbane. Antalet invånare är 654.
Runt Wulkuraka är det tätbefolkat, med 383 invånare per kvadratkilometer.. Närmaste större samhälle är Ipswich, nära Wulkuraka. 
Omgivningarna runt Wulkuraka är huvudsakligen savann. Genomsnittlig årsnederbörd är 1 252 millimeter. Den regnigaste månaden är januari, med i genomsnitt 248 mm nederbörd, och den torraste är oktober, med 34 mm nederbörd.